# Kanał Kula
Kanał Kula – najkrótszy kanał mazurski o długości 110 m, szerokości 25 m i głębokości do 2 m. Zgodnie z Rozporządzeniem Rady Ministrów z 2002 r. ws. klasyfikacji śródlądowych dróg wodnych, kanał ma klasę żeglowną Ia.      
Brzegi kanału umocnione są betonowymi opaskami. Kanał Kula łączy Jezioro Jagodne (jego zatokę Kula) z Jeziorem Bocznym, które jest odnogą Niegocina. Na wschodnim brzegu kanału znajduje się pole biwakowe. Nad kanałem przechodzi droga łącząca drogę z Kozina do Bogaczewa z drogą biegnącą z Jagodnego Wielkiego do Rydzewa.
Poprzez kanał przebiega umowny dział wodny pomiędzy dorzeczami Wisły i Pregoły, w rzeczywistości linia ta jest płynna w zależności od poziomu wody i kierunku wiatru. W związku z tym wśród żeglarzy pływających po Wielkich Jeziorach Mazurskich istnieje tradycja "chrztu" nowicjuszy, którzy po raz pierwszy przekraczają tę granicę, na wzór chrztów równikowych, spotykanych na statkach oceanicznych.
W pobliskim lesie na półwyspie Kula znajdują się dobrze zachowane umocnienia polowe z okresu I wojny światowej.